# آي موفي
آي موفي (بالإنجليزية: iMovie)‏ هو تطبيق مجاني لتحرير الفيديو من إنتاج شركة أبل لأجهزة ماك وآيفون وآي باد. يتضمن مجموعة من تأثيرات وأدوات الفيديو مثل تصحيح الألوان وتثبيت الصورة، ولكنه مصمم ليكون في متناول المستخدمين الذين لديهم خبرة قليلة أو معدومة في مجال تحرير الفيديو. المعادل الاحترافي لآي موفي هو فاينال كت برو من أبل.
أُصدر آي موفي في الأصل عام 1999 لنظام التشغيل ماك أو إس 8، وضُمن مع آي ماك جي 3. مع الإصدار 3، أصبح التطبيق جزءًا من مجموعة آي لايف التي لم تعد موجودة الآن من آبل، إلى جانب تطبيقات الوسائط المتعددة الأخرى. كان آي موفي ’08 عبارة عن إعادة كتابة كاملة، ويفتقر إلى العديد من ميزات الإصدارات السابقة، والتي عادت في آي موفي '09 وآي موفي'11. صدر إصدار آي أو إس من آي موفي في عام 2010.
ثُبت آي موفي مسبقًا على جميع أجهزة ماك وآيفون وآي باد الجديدة، وهو متاح مجانًا على آب ستور.

## الميزات والقدرات
يتضمن التطبيق خيارات لتعديل إعدادات ألوان الفيديو وتحسينها، قص مقطع فيديو وتدويره، تثبيت مقاطع الفيديو المهتزة، إضافة انتقالات الفيديو (مثل التلاشي، المدخل، الانزلاق، التبديل، الفسيفساء، المكعب وتجعيد الصفحة)، وتغيير سرعة (تسريع أو إبطاء) المقاطع. هناك تأثيرات فيديو متعددة المقاطع، مثل إنشاء مقطع مقطوع، استخدام شاشة خضراء/زرقاء لقص موضوع واستبدال الخلفية بمقطع مختلف، إنشاء شاشة مقسمة، وإدخال صورة -تأثير الصورة.
يحتوي التطبيق أيضًا على عدد كبير من المؤثرات الصوتية المدمجة، كما يتمتع بإمكانية تسجيل تعليق صوتي أو إضافة مقطع صوتي موسيقي.[بحاجة لمصدر] كما أن لديه القدرة على معالجة صوت المشروع وتحسينه عن طريق تقليل ضوضاء الخلفية وتعزيز مستويات الصوت للمقاطع الهادئة.
يمكن لمشاريع آي موفي تصدير الأفلام أو المقاطع النهائية إلى تنسيق ملف إم بي إي جي-4 بارت 14، أو تصدير إطارات فردية بتنسيق جيه بيه إي جي.
مع وجود إصدارات آي موفي على أنظمة تشغيل الأجهزة المحمولة وسطح المكتب من أبل، قدمت أبل ميزة تتيح للمستخدمين استيراد مشاريع آي موفي من آي أو إس إلى ماك أو إس. وبالمثل، إذا انتهى الأمر بمشروع يتطلب تحريرًا أكثر تقدمًا مما يمكن أن يوفره آي موفي، فيمكن استيراد مشاريع آي موفي في فاينال كت برو.

## إصدار آي أو إس وآي باد أو إس
في مؤتمر WWDC 2010، أعلن ستيف جوبز أنه سيصدر آي موفي على نظام آي أو إس في وقت لاحق من ذلك الشهر، مع الميزات الأساسية لإصدار ماك. أُصدر الإصدار الأول من آيفون في 23 يونيو 2010 وكان متوافقًا فقط مع آيفون 4 الذي صدر في نفس الوقت، وهو أول آيفون يمكنه تسجيل فيديو عالي الدقة. أُصدر لجهاز آي باد في 11 مارس 2011، ليتزامن مع إصدار آي باد 2.
حصل آي موفي على دعم لدقة 4K في الإصدار 2.2، وتحول إلى استخدام واجهة برمجة التطبيقات لرسومات ميتال في الإصدار 2.2.5، شاشات خارجية في الإصدار 2.2.6،[بحاجة لمصدر] وتأثيرات الشاشة الخضراء في الإصدار 2.2.7.
اكتسب آي موفي 3، الذي صدر في أبريل 2022، قوالب معدة مسبقًا، تسمى القصص المصورة، لتبسيط عملية إنشاء الفيلم، وميزة سحر موفي، التي تضيف انتقالات إلى المقاطع تلقائيًا وتجمعها في فيديو نهائي.

## روابط خارجية
- الموقع الرسمي
- القائمة الرسمية للتنسيقات التي يدعمها آي موفي